# NGC 4024
NGC 4024 ist eine Elliptische Galaxie vom Hubble-Typ E/SB0 im Sternbild Rabe südlich des Himmelsäquators. Sie ist schätzungsweise 68 Millionen Lichtjahre von der Milchstraße entfernt und hat einen Durchmesser von etwa 40.000 Lichtjahren. Gemeinsam mit PGC 3094106 bildet sie ein optisches Galaxienpaar und gilt als Mitglied der 27 Galaxien zählenden NGC-4038-Gruppe (LGG 263).
Im selben Himmelsareal befinden sich u. a. die Galaxien NGC 4027, NGC 4033, NGC 4038, NGC 4039.
Das Objekt wurde am 7. Februar 1785 von Wilhelm Herschel entdeckt.